# 成都医学院
30°48′59.4″N 104°11′50.5″E / 30.816500°N 104.197361°E
成都医学院（简称成医）是位于中华人民共和国四川省成都市的全日制公办本科医学类大学，创建于1947年。2004年8月移交四川省人民政府，成为省属高等医学院本科院校。
学校有新都、天回两个校区，总占地面积1200余亩。截至2020年1月，全日制在校硕士研究生、本专科学生1.2万人。

## 沿革

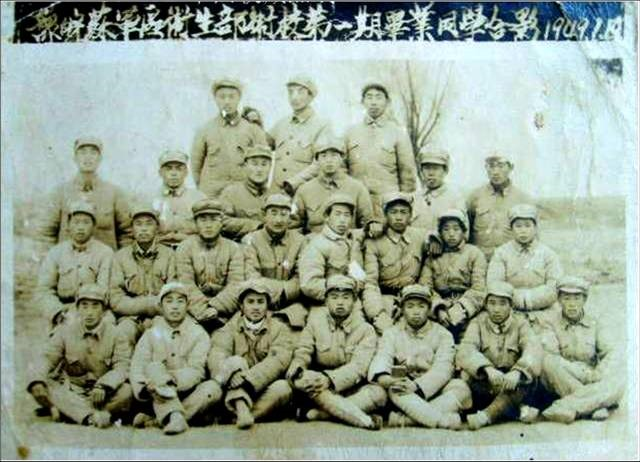
豫皖苏军区卫生学校

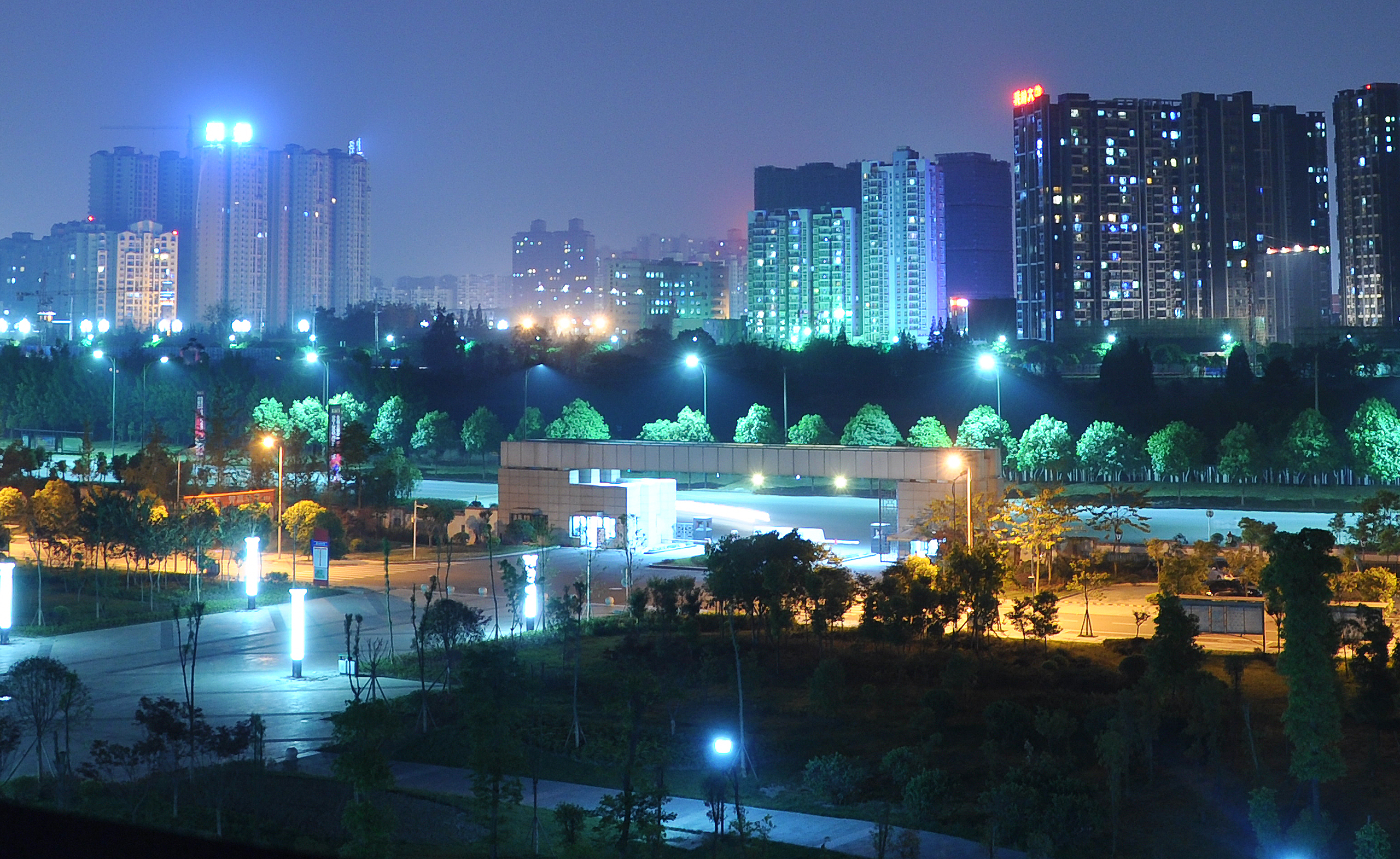
成都医学院夜景

- 1947年9月，豫皖苏军区司令员张国华、政委吴芝圃下达开办豫皖苏军区卫生训练班的命令[3]。
- 1948年7月，成立豫皖苏军区卫生学校[3]。
- 1950年11月，改编为中国人民解放军第十八军卫生学校[3]。
- 1952年3月，改编为中国人民解放军西藏军区卫生学校，校址西藏拉萨[3]。
- 1962年7月，更名为中国人民解放军西藏军区护士学校[3]。
- 1965年7月，更名为中国人民解放军西藏军区军医学校[3]。
- 1970年3月，西藏军区军医学校和成都军区卫生学校合并，组建中国人民解放军成都军区后勤部卫生干部训练队，校址四川省新津县纯阳观[3]。
- 1974年4月，以成都军区后勤部卫生干部训练队为基础，成立中国人民解放军成都军区军医学校，校址四川省成都市金牛区天回镇[3]。
- 1986年6月，成都军区军医学校和昆明军区军医学校合并，组建中国人民解放军成都军区卫生学校[3]。
- 1993年6月，更名为中国人民解放军成都医学高等专科学校[3]。
- 1999年5月，并入中国人民解放军第三军医大学，更名为中国人民解放军第三军医大学成都军医学院[3]。
- 2004年5月29日，《国务院办公厅　中央军委办公厅关于军需大学等四所军队院校移交归属意见的复函》（国办函〔2004〕40号）发出，决定“第三军医大学成都军医学院，按独立设置的本科院校，移交四川省管理。”[4]
- 2004年8月，由军队移交四川省，更名为成都医学院。2012年8月，学校办学主体搬入新都校区，形成新都校区、天回校区两校区办学格局[3]。

## 学科建设
截至2016年7月，成都医学院共有本科专业19个，专科专业5个，在临床医学本科专业中设有儿科方向、肿瘤方向；在医学检验技术本科专业中设有输血医学方向、临床生化检验方向。应用心理学、公共事业管理专业开办双学位教育。以医学类专业为主，涵盖医学、理学、工学、管理学4个学科门类，年招生3000余人。有临床医学、药学2个硕士专业学位授权点，人体解剖与组织胚胎学、病理学与病理生理学2个二级学科学术型硕士学位授权点。
| 本科 | 临床医学     | 临床医学（全科医生） | 医学影像学   | 预防医学           | 麻醉学         | 医学检验技术 | 康复治疗学     |
| 本科 | 药学         | 卫生检验与检疫       | 护理学       | 生物技术           | 生物制药       | 药物制剂     | 食品质量与安全 |
| 本科 | 生物医学工程 | 应用心理学           | 公共事业管理 | 信息管理与信息系统 | 健康服务与管理 |              |                |

| 专科 | 临床医学（定向生） | 医学检验技术 | 食品营养与检测 | 药学 | 护理 |

## 教学机构
学校设有11个二级院（系、部），其中临床医学院下设临床医学系、医学影像系、麻醉系、康复治疗系4个系。
二级院（系、部）分別是基础医学院、临床医学院、人文信息管理学院、药学院、检验医学院、护理学院、生物医学系、公共卫生系、心理学系、思想政治理论教学部、继续教育学院。

## 附属医院
- 成都医学院第一附属医院
- 成都医学院第二附属医院（核工业四一六医院）
- 成都医学院第三附属医院（成都市郫都区人民医院）
- 成都医学院第一附属中医医院（成都市新都区中医医院）
- 成都医学院附属妇女儿童医院（四川省妇幼保健院/四川省妇女儿童医院）
- 成都医学院附属肿瘤医院（成都市第七人民医院/成都市肿瘤医院）